# غارفين هامنر
غارفين هامنر (بالإنجليزية: Garvin Hamner) هو لاعب كرة قاعدة أمريكي، ولد في 18 مارس 1924 في ريتشموند في الولايات المتحدة، وتوفي بنفس المكان في 15 ديسمبر 2003.